# Жарув
Жа́рув (пол. Żarów, нем. Saarau)  —  город  в Польше, входит в Нижнесилезское воеводство,  Свидницкий повят.  Имеет статус городско-сельской гмины. Занимает площадь 6,15 км². Население — 6836 человек (на 2004 год).